# Giulio Andreotti
Giulio Andreotti (Roma, 14 de enero de 1919-Roma, 6 de mayo de 2013) fue un político y periodista italiano. Fue presidente del Consejo de Ministros de Italia en diferentes gobiernos (desempeñó el cargo de presidente del Consejo de Ministros de Italia en siete ocasiones) y fue también uno de los máximos exponentes del partido Demócrata Cristiano.
Andreotti estuvo en el centro de la política italiana durante toda la segunda mitad del siglo XX, presente desde 1946 en el Parlamento y desde 1991 senador vitalicio.

## Biografía
Andreotti nació en Roma. Estudió Derecho en la misma ciudad, y a la par fue miembro de la Federación Universitaria Católica Italiana FUCI. Entre sus miembros estaban muchos de los futuros dirigentes de la Democracia Cristiana. En julio de 1939, mientras que Aldo Moro era el presidente de Federación, Andreotti se convirtió en director de su revista Azione Fucina. En 1942, cuando Moro se inscribió en el ejército italiano, Andreotti lo sucedió como presidente de la «Federación», cargo que ocupó hasta 1944.
Durante la Segunda Guerra Mundial, Andreotti escribió para la Rivista de Lavoro, una publicación de la propaganda fascista, pero era miembro del periódico Il Popolo, entonces clandestino. En 1944, Andreotti se convirtió en miembro del Consejo Nacional de la Democracia Cristiana. Después del final del conflicto, se convirtió en responsable de la organización juvenil del partido.
En 1946 Andreotti fue elegido miembro de la Asamblea Constituyente, el Parlamento «provisional» que tenía la tarea de redactar la nueva constitución italiana. Su elección fue apoyada por Alcide de Gasperi, fundador del partido. En 1948, fue elegido miembro de la recién formada Cámara de Diputados para representar a Roma-Latina -Viterbo-Frosinone.
Andreotti inició su carrera en el poder ejecutivo en 1947, cuando se convirtió en subsecretario del Presidente del Consejo de Ministros en el cuarto gabinete de Alcide De Gasperi, cargo que ocupó hasta enero de 1954. Entre sus acciones destacables está la firma del acto constitutivo de Il Canto degli Italiani como Himno Nacional de Italia.
En 1954 fue nombrado ministro del Interior. Más tarde fue ministro de Finanzas y estuvo involucrado en el llamado Giuffrè Scandalo (un fraude bancario) de 1958. La Cámara de Diputados rechazó todas las acusaciones en su contra en diciembre del año siguiente. En 1962 fue censurado oficialmente por la Cámara por irregularidades en la construcción del Aeropuerto de Fiumicino de Roma.
En el mismo período, Andreotti comenzó a formar una facción dentro de Democracia Cristiana, que entonces era el partido más grande en Italia. Su Corriente fue apoyado por la derecha católica. Inició su actividad en una conferencia de prensa donde acusaba al Secretario Adjunto Nacional de la Democracia Cristiana, Piero Piccioni, del asesinato de la modelo Wilma Montesi en Torvaianica. Después de la eliminación de los otrora seguidores de Alcide De Gasperi en el Consejo de Democracia Cristiana Nacional, Andreotti derrocó junto a sus adeptos a Amintore Fanfani, que era primer ministro de Italia y Secretario Nacional de la DC.
El 20 de noviembre de 1958 Andreotti, entonces ministro de Hacienda, fue nombrado Presidente del Comité Organizador de los Juegos Olímpicos de Roma 1960. En la década de 1960 Andreotti fue designado ministro de Defensa por Antonio Segni. En este período se dio el escándalo de los expedientes del Servicio de Inteligencia y del Piano Solo, un golpe de Estado planeado por el neo-fascista el general Giovanni De Lorenzo. A Andreotti se le encomendó la destrucción de los expedientes. Se ha comprobado que los expedientes, antes de ser destruidos, fueron copiados y entregados a Licio Gelli, líder de la logia Propaganda Due.
En 1968 Andreotti fue nombrado representante del grupo parlamentario de la Democracia Cristiana, cargo que ocupó hasta 1972.
En 1972 Andreotti inició su mandato como primer ministro de Italia. Ocupó el cargo en dos períodos consecutivos de centro-derecha (1972-1973). Accedió al cargo con apoyo del Partido Liberal Italiano y el Partido Republicano Italiano.
Abandonó el cargo en 1973 para volver en 1976 después de las elecciones generales. Duraría en el cargo tres años más, hasta 1979, sostenido su gobierno por el Partido Comunista Italiano, sin que hubiera ministros comunistas, gracias al llamado Compromesso storico. No volvería a ocupar el puesto de presidente del Consejo de Ministros hasta 1989, con la coalición del Pentapartito. Sus tres años como primer ministro coincidieron con el destape de los casos de corrupción que acabarían con el sistema político.
El 24 de octubre de 1990, al final de la Guerra Fría, siendo entonces presidente del Consejo de Ministros de Italia  fue descubierta y expuesta por Giulio Andreotti la red de espionaje conocida con el nombre de Gladio, la cual fue ideada después de la Segunda Guerra Mundial por la CIA y el MI6, y tenía como objetivo prepararse ante una eventual invasión soviética de la Europa occidental por medio de fuerzas armadas paramilitares secretas de élite dispuestas en diversos países capitalistas. El nombre Gladio se solía aplicar a una serie de organizaciones paramilitares de diversos países, aunque lo más común es su utilización para referirse exclusivamente a los paramilitares italianos. Finalmente la situación degeneró en el empleo de varias estrategias de guerra sucia, tales como la infiltración, y las operaciones de bandera falsa (como en la estación de Bolonia, en Italia) para destrozar la imagen pública de partidos políticos (al señalarlos falsamente como los autores del ataque) no colaboradores con los Estados Unidos (nacionalistas y comunistas), y así evitar su ascenso por las urnas. Todos los países capitalistas de dicho continente poseían contingentes secretos. Muchos nazis derrotados tras la Segunda Guerra Mundial fueron miembros de Gladio, que aceptaba solamente a «gente segura», es decir, militantes nacional-socialistas alejados del conservadurismo moderado y de la izquierda; librándose también de esta manera de juicios de guerra y en muchos casos manteniendo un alto nivel de vida.
Desde 1991 fue senador vitalicio en el Senado de Italia. Tras las elecciones generales de 2006 fue propuesto por el centro-derecha (la Casa de las Libertades) para presidir el Senado. Sin embargo, perdió la votación ante Franco Marini. Poco después, los senadores vitalicios acordaron mantener al gobierno de Romano Prodi, lo que provocó la ira de muchos políticos de la Casa de las Libertades hacia Andreotti, al considerar su apoyo a Prodi como una traición, aunque él no perteneciese a ningún partido.
Andreotti murió el 6 de mayo de 2013 a la edad de 94 años en su casa de Roma (Italia), a causa de una crisis respiratoria.

## Acusaciones de connivencia con la mafia
Acusado de connivencia con la mafia, fue absuelto en primera instancia en 1999. La Corte de Apelación de Palermo confirmó la absolución en 2003 para los casos posteriores a 1980 y para los casos anteriores a esos años estableció que tampoco se debería proceder. Por último la Corte de Casación, en 2004 confirmó la plena y total absolución de Andreotti para todos los casos. Ninguna de las acusaciones pasó la fase de proceso.

## Su vida en el cine
En 2008 se estrenó la película Il divo, dirigida por Paolo Sorrentino, que relataba (con algunas licencias humorísticas) el paso de Andreotti por la política romana y su presunta relación con la mafia. Esta película concursó en el Festival de Cine de Cannes y tras recibir casi diez minutos de ovación, fue galardonada con el Premio del Jurado.